# RON Biała Podlaska
RON Biała Podlaska - Radiowy Ośrodek Nadawczy w Białej Podlaskiej znajdujący się przy al. Solidarności. Jak wskazuje nazwa prowadzone są z niego jedynie emisje radiowe. Zasięgiem obejmuje całe miasto Biała Podlaska, oraz sąsiednie miejscowości w promieniu 30–50 km, w zależności od mocy emitowanej stacji radiowej. Właścicielem stacji nadawczej jest Info-TV-FM.

## Parametry
- Typ obiektu: Wieża
- Wysokość posadowienia podpory anteny: 147 m n.p.m.
- Wysokość obiektu: 60 m n.p.t.
- Wysokość zawieszenia systemów antenowych: Radio: 72, 83 m n.p.t.

## Emisja

### Stacje radiowe
| LP | Program                  | Częstotliwość | Moc nadajnika | Kierunkowość | Polaryzacja |
| -- | ------------------------ | ------------- | ------------- | ------------ | ----------- |
| 1  | Polskie Radio Program II | 98,30 MHz     | 0,1 kW        | dookólna     | pozioma     |
| 2  | Białoruskie Radio Racja  | 99,20 MHz     | 10 kW         | kierunkowa   | pionowa     |